# Schloss Melschede

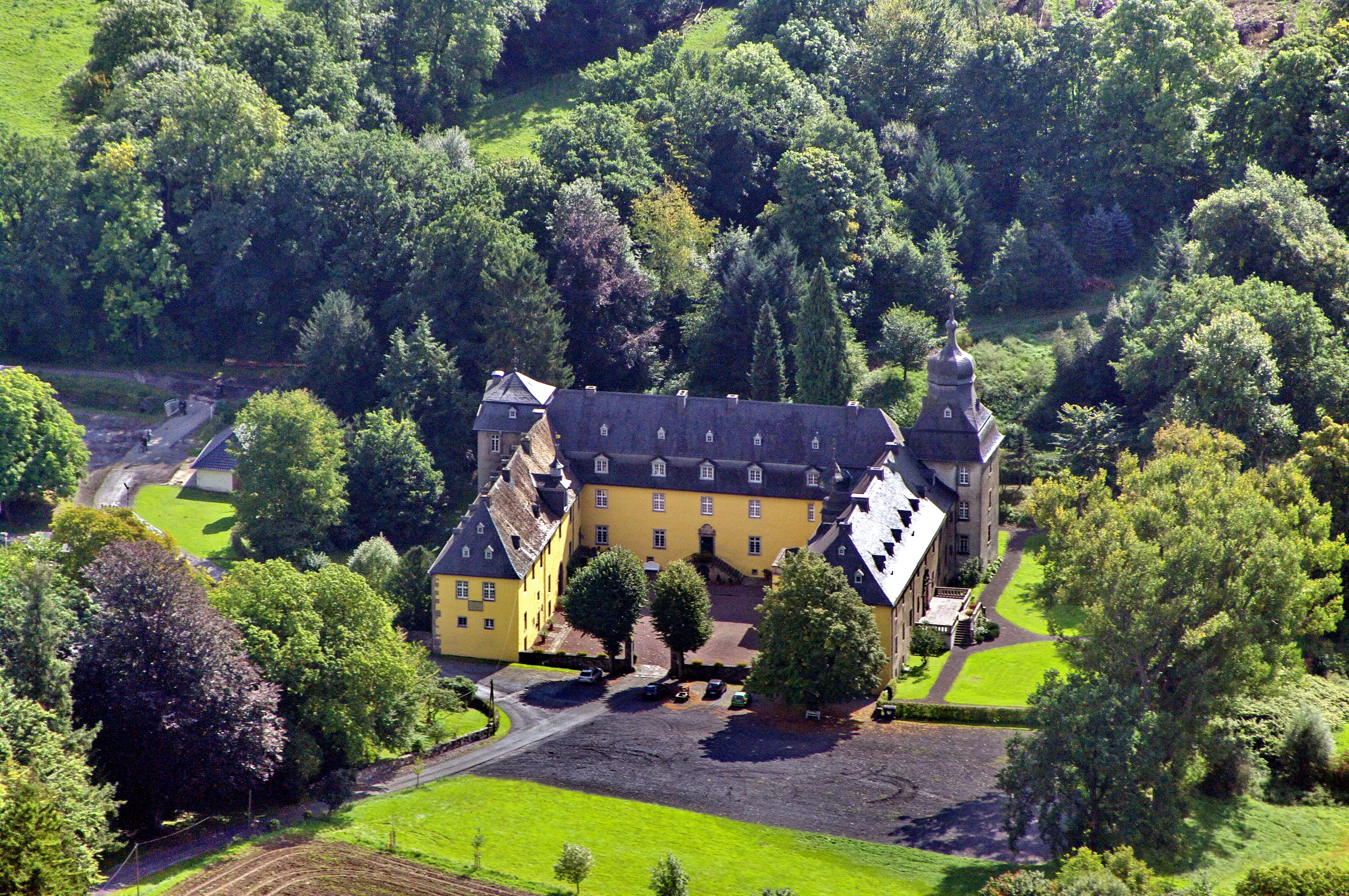
Schloss Melschede (2008)

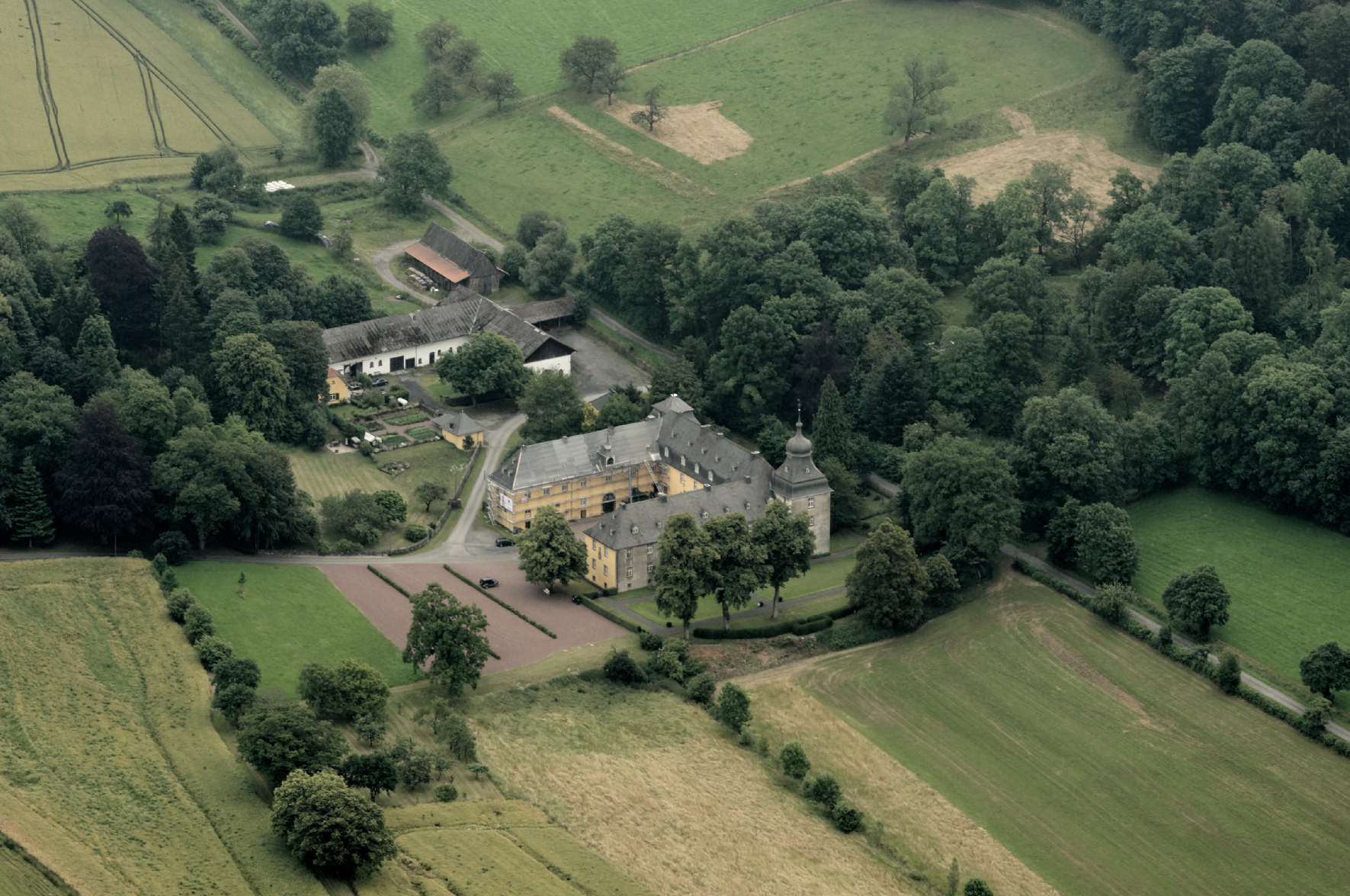
Luftbildaufnahme Schloss Melschede Sommer 2014

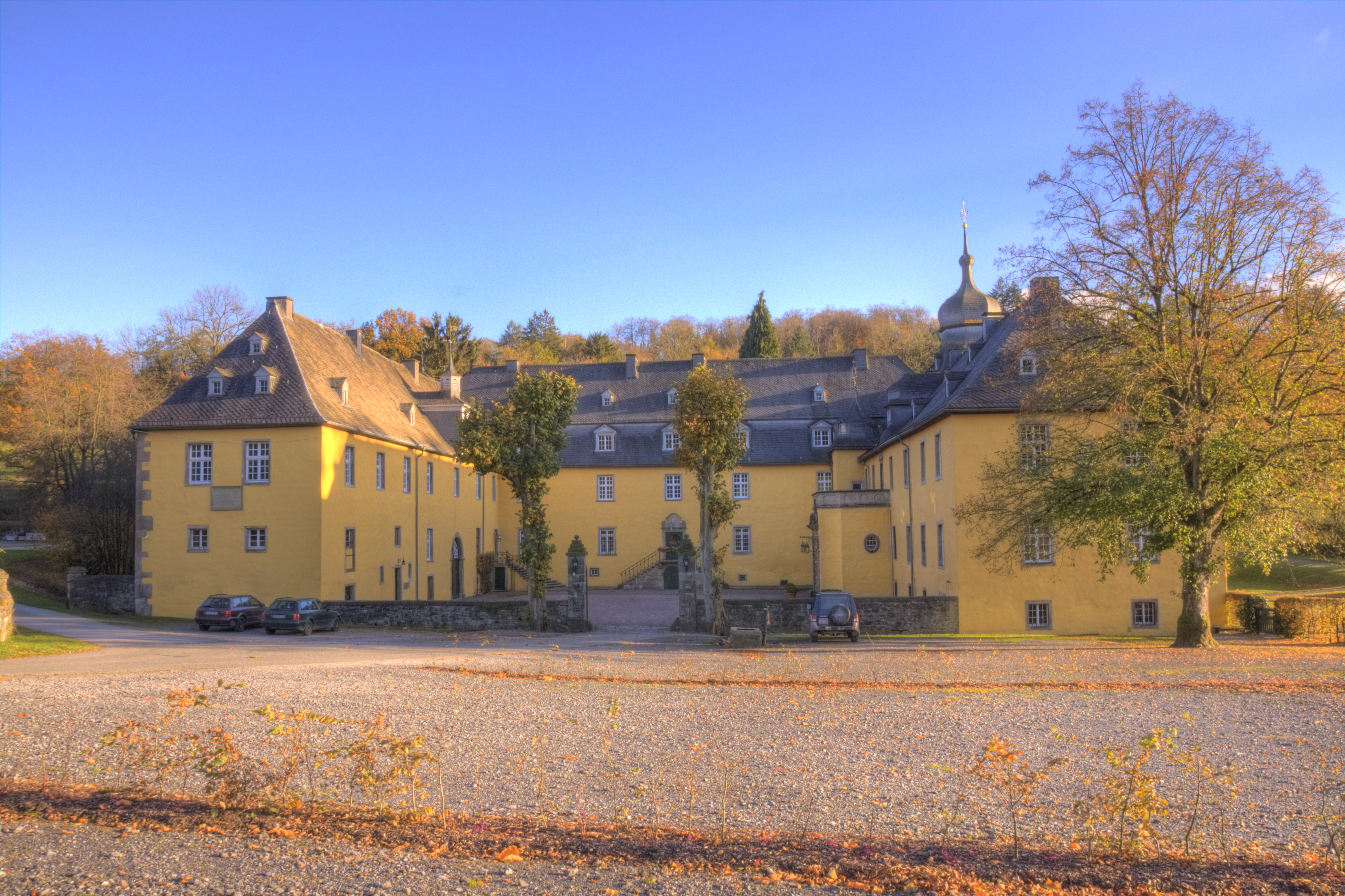
Blick Richtung Innenhof des Schloss Melschede

Das Schloss Melschede ist ein Wasserschloss in Hövel, einem Stadtteil von Sundern im Sauerland. In seiner heutigen Form stammt es aus der Zeit des Ferdinand Freiherr von Wrede zu Melschede, der es zwischen 1659 und 1669 als Vierflügelanlage erbauen ließ. Westlich vom Schloss liegt das Landschaftsschutzgebiet Melscheder Mühlenbachtal. Sonst umschließt das Landschaftsschutzgebiet Sundern das Schloss.

## Geschichte
Melschede als Ort wird urkundlich erstmals 1281 als Vogtei der Grafschaft Arnsberg erwähnt und ist im Mittelalter als Herrensitz zweigeteilt. Es gibt ein niederstes Haus einer Familie (von) Melschede und ein oberstes Haus einer Familie (von) Wrede.
Im niedersten Haus erhält ein Dienstmann der Grafen von Arnsberg, Hermann Vlecke, zwischen 1280 und 1285 Vogteirechte. Es folgt etwa um 1300 eine Familie Benkamp, die sich ab Mitte des 14. Jahrhunderts in Ableitung des Ortsnamens als „von Melschede“ bezeichnet.
Das oberste Haus erhält der Drost zu Arnsberg, Albrecht/Albert Wrede im Jahre 1364 als Dank vom Kölner Kurfürsten für seine Verdienste bei dessen Erwerb der Grafschaft Arnsberg.
Das niederste Haus kommt nach dem Aussterben der männlichen Linie „von Melschede“ durch Heirat in die Hände der Amecker Verwandtschaft der Wredener Familie, die kurze Zeit später ihrer Verwandtschaft das oberste Haus abkaufen kann. Damit sind beide Häuser im Besitz der noch heute existierenden Linie der Wrede-Melscheder Freiherren.
Das heutige barocke Wasserschloss wurde ab 1659 von Ferdinand Freiherr von Wrede zu Melschede als Vierflügelanlage errichtet. Da der Bauherr Bonifatius aus Trier während der Bauphase verstarb, wurden die Arbeiten von Nicolas Spantzl aus Meran 1669 vollendet.
1820 bis 1822 werden der Nordflügel und die zwei flankierenden Türme abgerissen, das Schloss wird zu einer offenen Dreiflügelanlage. Gleichzeitig wird das Tal in einen englischen Park verwandelt. Umbauten der Jahre 1920 bis 1922 geben dem Inneren des Hauses teilweise das alte Aussehen zurück und stellen den heutigen äußeren Zustand her.
Am 1. Juli 2010 wurde das Schloss von Christoph von Wrede, der von 1968 bis Ende der 1980er-Jahre als Jurist bei der Thyssen AG arbeitete, an die Unternehmerfamilie Wrede aus Neheim-Hüsten verkauft.
Im Schloss werden Konzerte und Ausstellungen durchgeführt. Das Standesamt der Stadt Sundern führt standesamtliche Hochzeiten im Schloss durch.
Es gibt einen Förderverein Schloss Melschede e. V. welcher Konzerte in den historischen Räumen von Schloss Melschede veranstaltet. Insbesondere sollen junge, talentierte Künstler mit diesen Konzerten gefördert werden.

### Gutsbezirk
Es existierte ein Gutsbezirk Melschede, der einer Gemeinde gleichgestellt war. Dieser wurde am 30. September 1928 in die Gemeinde Hövel eingegliedert.